# Рыжешапочная аимофила
Рыжешапочная аимофила (лат. Aimophila ruficeps) — вид зерноядных воробьиных птиц из семейства Passerellidae. Распространена в засушливых районах Мексики и юго-западной части США, где селится в траве среди разреженной кустарниковой растительности. По серовато-бурой с ржавчато-рыжими пятнами окраске несколько напоминает домового воробья, но близкородственных связей с ним не имеет.
Держится в основном семейными группами на земле, иногда поднимается на невысокие ветви кустарника. Оседлая и территориальная в течение года птица, местами в холодное время года совершает вертикальные кочёвки. Кормится весной и летом членистоногими, осенью и зимой семенами. Моногам, пары сохраняются продолжительное время. Чашевидное гнездо устраивает на земле под прикрытием высокой травы, куста или камня, в качестве строительного материала использует прошлогоднюю траву с добавлением шерсти диких животных. В кладке от двух до пяти яиц.

## Систематика
Рыжешапочная аимофила относится к семейству овсянковых, который объединяет мелких и среднего размера воробьинообразных птиц с характерным строением клюва и челюстным аппаратом, хорошо приспособленным для обработки твёрдых семян. Внутри этой обширной группы вид включён в небольшой род аимофил, в который помимо рыжешапочной аимофилы в настоящий момент включены ещё два вида. Аимофилы — коренастые птицы длиной 12—20 см, с удлинёнными клювом и хвостом, и короткими закруглёнными крыльями. Населяют аридные кустарниковые ландшафты в Северной и Южной Америке, строят чашевидные гнёзда из травы.
Вид под названием Ammodramus ruficeps был описан в 1852 году американским орнитологом Джоном Кэссином. Видовое название является производным лат. rufus  (красноватый, рыжий) и суффикса -ceps (-головый).

## Описание
Описываемый вид причисляют к так называемым «американским воробьям» (англ. american sparrow) — условной группе зерноядных птиц в семействе овсянковых, по расцветке и повадкам (но не генетически) близких к воробьиным птицам Старого Света. Систематически птицу относят к небольшому роду аимофил, в котором она выделяется наименьшими размерами: общая длина не превышает 13,5—15 см, масса 15,2—23,3 г. Самцы, как правило, несколько крупнее самок.
Это плотного сложения птица с округлой головой и конусообразным острым клювом. Крылья короткие, закруглённые, без полосатых отметин. Хвост удлинённый, так же, как и крылья, с округлым краем. Окраска оперения спины, крыльев и хвоста серовато-бурая с тёмными продольными пестринами. Грудь и брюхо светло-серые, часто с охристым или бежевым оттенком. Наиболее характерный отличительный признак — рисунок оперения головы: на основном сером фоне хорошо заметны ржавчато-рыжая шапочка, светлые полосы вдоль бровей и по нижнему краю щеки, и белое кольцо вокруг глаза. Картину дополняют «усы»: две расходящиеся тёмные полосы на подбородке и горле. Половой диморфизм в окраске не появляется. У молодых птиц оперение более охристое, контрастная шапочка на голове отсутствует. Различают до 12 подвидов, разница между которыми проявляется в размерах, интенсивности общей окраски, толщине и интенсивности тёмных пестрин в верхней части тела.
Песня короткая, состоит из серии булькающих или отрывистых звуков, более быстрых на конце, похожа на песню домового крапивника. Позывка — резкое «чррр» или тонкое «ци». Испуганная или возбуждённая птица издаёт что-то вроде «диир…диир…диир».

## Распространение

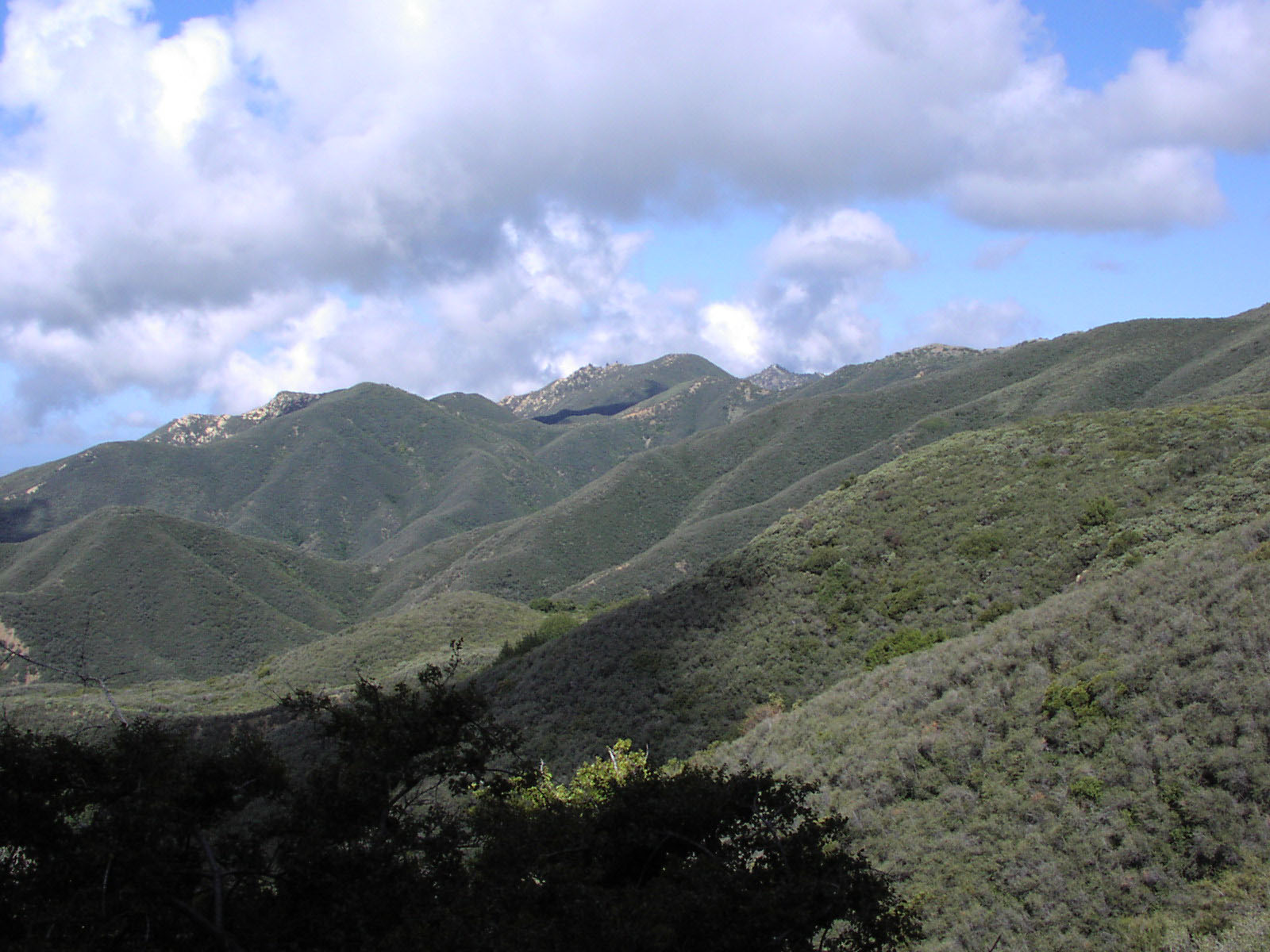
Чапараль — типичное место обитания ражешапочной аимофилы

Рыжешапочная аимофила распространена в полуаридных и аридных областях Мексики и на юго-запада США, где в основном населяет сухие каньоны и каменистые возвышенности с травянистой и разреженной кустарниковой растительностью, в частности чапараль. На побережье селится на полуоткрытых участках кустарниковой степи, в светлых сосново-дубовых и сосново-можжевеловых лесах концентрируется на полянах и опушках. Общий разброс высот от 0 и 2700 м над уровнем моря, в пустыне Сонора от 700 до 2100 м над уровнем моря.
В США аимофилу можно встретить в урбанизированных и сельскохозяйственных районах Калифорнии, Аризоне, южном Нью-Мексико, Техасе и Оклахоме. В Мексике распространена в западных горных районах к югу до штатов Пуэбла и Оахака. Птица не способна на лету преодолевать значительные пространства, максимальная известная дистанция за один перелёт — около 160 м. В основном оседлые, некоторые горные популяции совершают вертикальные кочёвки.

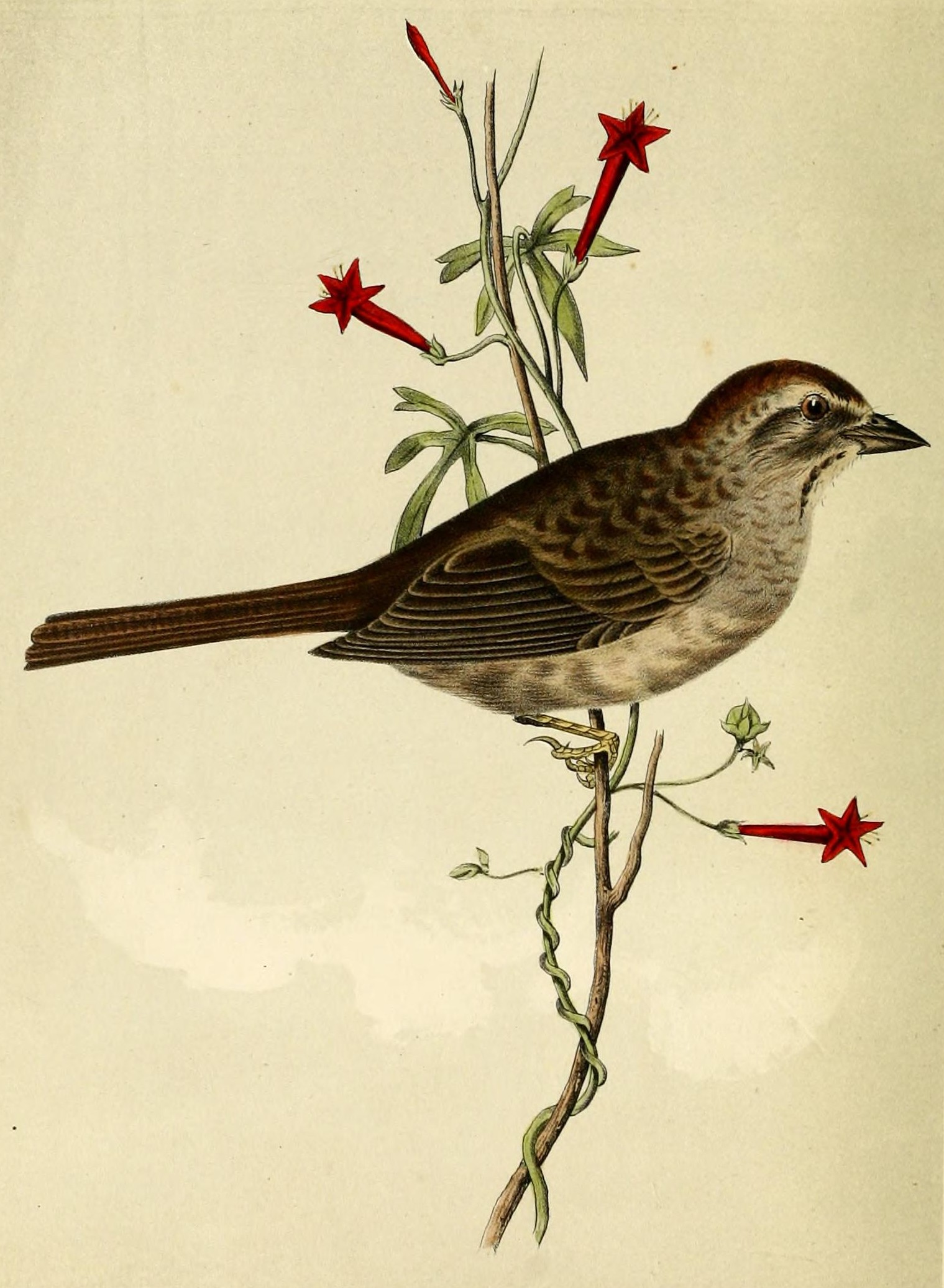
Рисунок Джона Кэссина, сопровождающее оригинальное описание

## Питание
Осенью и зимой питается в основном семенами трав и полукустарников, а также молодыми побегами. Весной и летом рацион более разнообразный, помимо растительных кормов включает в себя разнообразных членистоногих, в том числе муравьёв, кузнечиков, наземных жуков и пауков.
Корм добывает с поверхности земли и нижнем ярусе кустарников, неторопливо передвигаясь шагом или прыжками. Птицу трудно заметить на поверхности земли, поскольку она обычно прячется среди густой травы и избегает участков оголённой почвы. Чаще всего она выдаёт своё присутствие на ветке, откуда поёт или где время от времени ищет пропитание. При добывании корма птицы обычно держатся стайками, состоящими из членов одной семьи.

## Размножение

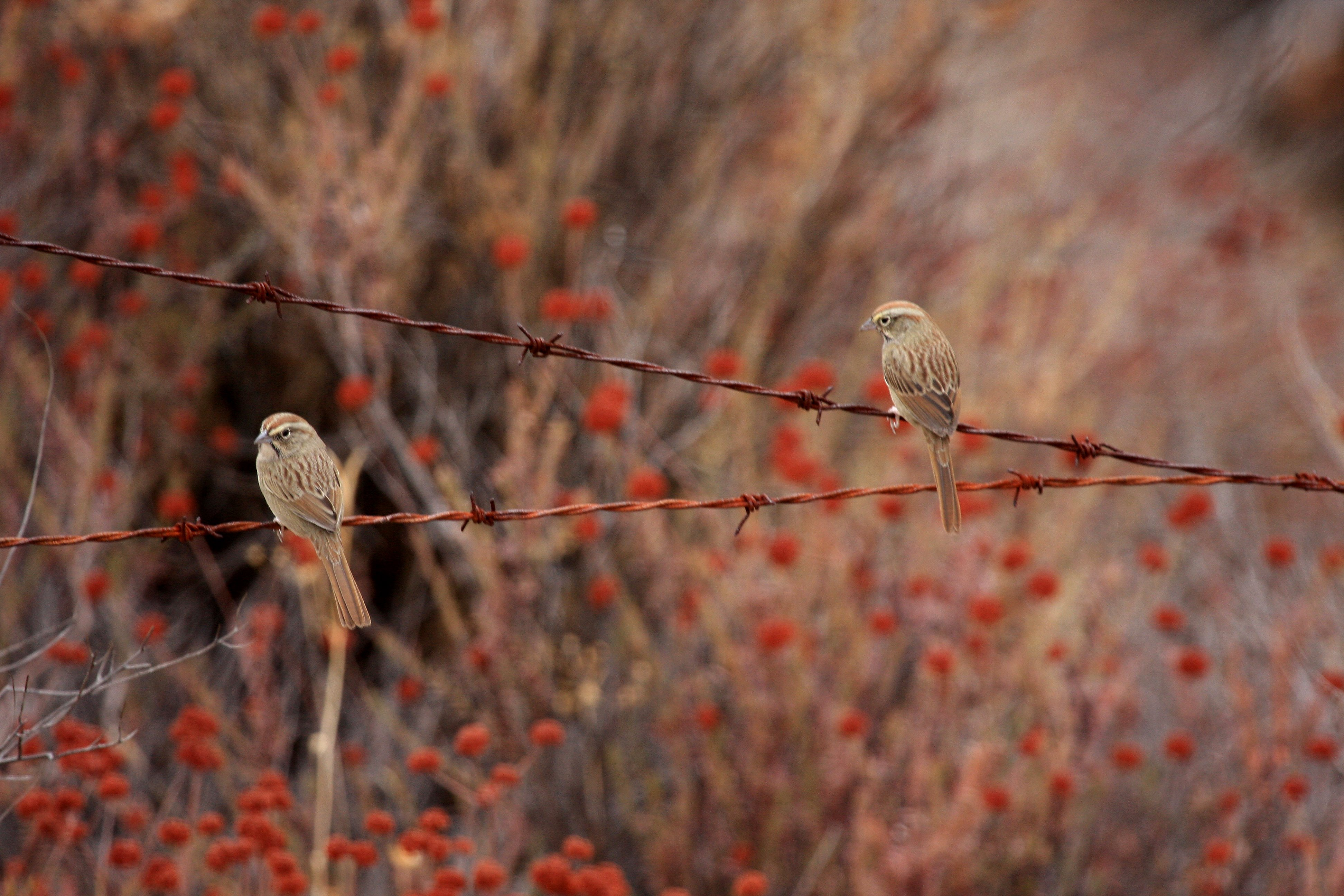
Пара в Калифорнии

Самцы территориальны в течение года, средний размер охраняемой территории в калифорнийской чапараль варьирует от двух (0,81 га) до четырёх (1,6 га) акров. Сроки размножения привязаны к периоду наибольших осадков: в Калифорнии с февраля по июнь, в юго-западных пустынных территориях с июля по сентябрь.
Рыжешапочные аимофилы моногамы и гнездятся обособленными парами, которые часто сохраняются в течение нескольких лет. В продолжение всего периода размножения можно услышать пение самца с присады, в качестве которой обычно выступает вершина куста или невысокая ветка дерева на границе участка — таким образом птица помечает территорию и подзывает потенциальную партнёршу. Между возбуждёнными самцами нередки конфликты за право на участок: при столкновении они взъерошивают перья на голове, а если это не помогает, то опускают крылья, поднимают хвост и вытягивают голову в сторону противника.
Гнездо чашевидное из прошлогодней травы, с толстыми стенками, выстлано тонкими травинками и конским волосом. Часто в качестве материала также используются корешки, кусочки коры или тонкие веточки. Как правило, оно расположено прямо на земле в тени куста, высокой травы или нависающего камня. Очень редко встречаются гнёзда на ветви кустарника, но не выше 45 см над землёй. Диаметр готовой постройки около 4 дюймов (~10 см), высота 2,5 дюйма (~6,3 см), глубина лотка 1,5 дюйма (~2,5 см). Строительством занимается самка, одно и то же место используется многократно. В кладке от двух до пяти яиц голубовато-белого цвета без отметин, слегка блестящих, размером 20,0×15,6 мм (данные для подвида A. r. scotii). Возможны одна или даже две повторные кладки, часть из которых связана с утратой первоначальной. Известны случаи гнездового паразитизма со стороны буроголового коровьего трупиала.
Продолжительность инкубации 11—13 дней, насиживает только самка. Она же обогревает птенцов, хотя обе птицы пары приносят корм в гнездо и выкармливают потомство. Птенцы покидают гнездо через 8—9 дней после появления на свет, но в этом возрасте ещё не способны летать. Вместо этого они быстро бегают и при появлении опасности скрываются под близлежащим кустом. Распад выводков происходит осенью или в начале зимы. Репродуктивный успех во многом зависит от уровня осадков, всплеск рождаемости коррелируется с повышенной активностью явления Эль-Ниньо, которое характеризуется прохладной дождливой погодой. В такие годы уменьшается активность змей, основных природных врагов аимофилы.